# Рейноса (муниципалитет)
Рейноса (исп. Reynosa) — муниципалитет в Мексике, штат Тамаулипас с административным центром в одноимённом городе. Численность населения, по данным переписи 2010 года, составила 608 891 человек.

## Общие сведения
Название Reynosa заимствовано у одноимённого испанского города в провинции Кантабрия.
В муниципалитете расположен международный аэропорт имени генерала Лусио Бланко.
Площадь муниципалитета равна 3147 км², что составляет 3,92 % от общей площади штата, а наивысшая точка — 160 метров, расположена в поселении Эль-Лобо-Трес.
Он граничит с другими муниципалитетами штата Тамаулипас: на востоке с Рио-Браво, на юге с Мендесом, на западе с Густаво-Диас-Ордасом, также на западе с другим штатом Мексики — Нуэво-Леоном, а на севере проходит государственная граница с Соединёнными Штатами Америки.

## Учреждение и состав
Муниципалитет был образован в 1825 году, в его состав входит 418 населённых пунктов, самые крупные из которых:
| Код INEGI | Населённый пункт                                                                                   | Численность населения (2005 год) | Численность населения (2010 год) |
| --------- | -------------------------------------------------------------------------------------------------- | -------------------------------- | -------------------------------- |
| 032       | Всего                                                                                              | 526888                           | 608891                           |
| 0001      | Рейноса (исп. Reynosa) 26°05′32″ с. ш. 98°16′40″ з. д.                                             | 507998                           | 589466                           |
| 0120      | Лос-Кавасос (исп. Los Cavazos) 26°08′45″ с. ш. 98°20′53″ з. д.                                     | 1956                             | 2187                             |
| 0406      | Альфредо-Бонфиль (Перикитос) (исп. Alfredo V. Bonfil (Periquitos)) 25°33′44″ с. ш. 98°14′22″ з. д. | 2068                             | 2184                             |
| 0774      | Вамос-Тамаулипас (исп. Vamos Tamaulipas) 25°59′12″ с. ш. 98°13′18″ з. д.                           | 980                              | 1774                             |
| 1283      | Нуэво-Мехико (исп. Nuevo México) 26°01′15″ с. ш. 98°23′36″ з. д.                                   | н/д                              | 1731                             |
| 1282      | Лос-Фреснос (исп. Los Fresnos) 26°02′30″ с. ш. 98°24′50″ з. д.                                     | 2248                             | н/д                              |

## Экономика
По статистическим данным 2000 года, работоспособное население занято по секторам экономики в следующих пропорциях: сельское хозяйство, скотоводство и рыбная ловля — 2,1 %, промышленность и строительство — 48,1 %, сфера обслуживания и туризма — 46,4 %, прочее — 3,4 %.

## Инфраструктура
По статистическим данным 2010 года, инфраструктура развита следующим образом:
- электрификация: 97,3 %;
- водоснабжение: 96 %;
- водоотведение: 93,1 %.